# Columbia 200 1963
Columbia 200 1963 var ett stockcarlopp ingående i Nascar Grand National Series (nuvarande Nascar Cup Series) som kördes 2 maj 1963 på den 0,5 mile (804,672 m) långa ovalbanan Columbia Speedway i Cayce, en förort till Columbia i South Carolina. Totalt avverkades 100 miles (160,934 km) fördelat på 200 varv. Banunderlaget var dirt. Loppet vanns av Richard Petty i en Plymouth på tiden 1:56.10 körande för Petty Enterprises. Pettys snitthastighet uppgick till 51,65 mph. Det var Pettys 20:e vinst av totalt 200 i karriären. Prispotten uppgick till 4 725 dollar, varav 1 000 dollar gick till segraren.

## Resultat
| Plc     | Nr    | Förare           | Team/ bilägare      | Konstruktör | Start | Varv | Ledda varv |
| ------- | ----- | ---------------- | ------------------- | ----------- | ----- | ---- | ---------- |
| 1       | 41    | Richard Petty    | Petty Enterprises   | Plymouth    | 1     | 200  | i.u.       |
| 2       | 87    | Buck Baker       | Buck Baker Racing   | Pontiac     | 2     | 200  | i.u.       |
| 3       | 11    | Ned Jarrett      | Burton-Robinson     | Ford        | 3     | 200  | i.u.       |
| 4       | 7     | Buddy Baker      | Buck Baker Racing   | Chrysler    | 8     | 200  | i.u.       |
| 5       | 47    | Jack Smith       | Jack Smith          | Plymouth    | 23    | 200  | i.u.       |
| 6       | 86    | Neil Castles     | Buck Baker Racing   | Chrysler    | 14    | 198  | i.u.       |
| 7       | 34    | Wendell Scott    | Scott Racing        | Chevrolet   | 22    | 194  | i.u.       |
| 8       | 51    | Bob Cooper       | Bob Cooper          | Pontiac     | 17    | 191  | i.u.       |
| 9       | 18    | Stick Elliott    | Toy Bolton          | Pontiac     | 5     | 191  | i.u.       |
| 10      | 55    | LeeRoy Yarbrough | Lyle Stelte         | Mercury     | 15    | 191  | i.u.       |
| 11      | 19    | Herman Beam      | Herman Beam         | Ford        | 12    | 191  | i.u.       |
| 12      | 68    | Ed Livingston    | Ed Livingston       | Ford        | 16    | 190  | i.u.       |
| 13      | 57    | Jimmy Pardue     | Pete Stewart        | Pontiac     | 7     | 187  | i.u.       |
| 14      | 12    | Fred Harb        | Fred Harb           | Pontiac     | 6     | 156  | i.u.       |
| 15      | 62    | Curtis Crider    | Curtis Crider       | Mercury     | 11    | 147  | i.u.       |
| 16      | 96    | Jimmy Massey     | Hubert Westmoreland | Chevrolet   | 24    | 137  | i.u.       |
| 17      | 31    | Sammy Fogle      | James Kelly         | Mercury     | 19    | 127  | i.u.       |
| 18      | 93    | Jerome Warren    | Jerome Warren       | Ford        | 20    | 113  | i.u.       |
| 19      | 2     | Joe Weatherly    | Cliff Stewart       | Pontiac     | 10    | 87   | i.u.       |
| 20      | 43    | Maurice Petty    | Petty Enterprises   | Plymouth    | 9     | 74   | i.u.       |
| 21      | 99    | Bobby Isaac      | Bondy Long          | Plymouth    | 13    | 56   | i.u.       |
| 22      | i.u.3 | G.C. Spencer     | GC Spencer Racing   | Chevrolet   | 4     | 54   | i.u.       |
| 23      | 5     | H.G. Rosier      | H.G. Rosier         | Pontiac     | 18    | 54   | i.u.       |
| 24      | 1     | E.J. Trivette    | Jess Potter         | Chevrolet   | 21    | 25   | i.u.       |
| Källor: |       |                  |                     |             |       |      |            |